# Zhang Dan
Zhang Dan (n. 4 octombrie 1985, Harbin, Republica Populară Chineză) este o patinatoare artistică chineză, medaliată olimpică. A participat la 3 ediții ale Jocurilor Olimpice (2002, 2006, 2010) în care a câștigat o medalie de argint.